# Povratak (1979.)
Povratak, hrvatski dugometražni film iz 1979. godine.

## Radnja
Mjestašce u Podbiokovlju 1943. godine, neposredno nakon kapitulacije Italije. Frane (Boris Dvornik), partizan podrijetlom iz tog mjesta, dolazi u posjet obitelji nakon dvije godine izbivanja. Priča se vraća u 1941. godinu, neposredno nakon talijanske okupacije. Nakon što su žandari predvođeni narednikom Nikolom (Rade Šerbedžija) uhitili neke mladiće iz mjesta zbog suradnje s komunistima, Frane, tada još uvijek mirni vinogradar, 
organizira opsadu žandarske tamnice. Pomažu mu mladi ilegalci na čelu sa Stipicom (Vinko Kraljević).

## Glavne uloge
Boris Dvornik- Frane 
Rade Šerbedžija- Žandarski narednik Nikola
Fabijan Šovagović- Pave 
Boris Buzančić- vinar Berto Lukić 
Milena Dravić- Roza Lukić 
Dušica Žegarac- Marija, Franina žena
Vinko Kraljević- Stipica
Božo Jajčanin - Barba
Ante Vican - Policajac